# David Graeber
David Graeber (New York, 12 febbraio 1961 – Venezia, 2 settembre 2020) è stato un antropologo e attivista statunitense di orientamento anarchico.

## Biografia
Fu allievo e poi legato da amicizia con Marshall Sahlins, del quale condivideva l'approccio antropologico.
Graeber fu a lungo attivista sociale e politico, divenendo noto soprattutto per la sua partecipazione ai movimenti di protesta contro il Forum economico mondiale a New York, nel 2002 e nel movimento Occupy Wall Street. Era membro del sindacato Industrial Workers of the World (IWW).
Fu professore aggiunto di antropologia all'Università Yale fino a quando l'ateneo non gli negò il rinnovo del contratto, nel maggio 2005, un fatto che diede luogo a controversie per il sospetto di una sottostante motivazione politica. Graeber si fece indennizzare un «anno sabbatico» durante il quale diede un corso introduttivo all'antropologia culturale e un altro intitolato “Direct Action and Radical Social Theory” (Azione diretta e teoria sociale radicale), il primo corso su temi radicali mai tenuto a Yale. In seguito fu Reader di antropologia sociale al dipartimento di antropologia al Goldsmiths College dell'Università di Londra da giugno 2005 a giugno 2007.
Il 25 maggio 2006, Graeber fu invitato a tenere la Malinowski Lecture alla London School of Economics: la sua prolusione era intitolata "Beyond Power/Knowledge: an exploration of the relation of power, ignorance and stupidity" (Oltre il binomio Potere/Conoscenza: un'esplorazione della relazione tra potere, ignoranza e stupidità).
Nel 2006 gli fu chiesto di tenere il discorso introduttivo del 100º anniversario del Diamond Jubilee meetings dell'Associazione degli antropologi sociali. Nel mese di aprile 2011 Graeber ha presentato la Distinguished Lecture, che si tiene, con cadenza annuale, al dipartimento di antropologia dell'Università della California a Berkeley.
Graeber è morto in un ospedale di Venezia il 2 settembre 2020, all'età di 59 anni. L'annuncio è stato dato da sua moglie, la scrittrice Nika Dubrovsky.

## Opere
Graeber è autore di Fragments of an Anarchist Anthropology e di Towards an Anthropological Theory of Value: The False Coin of Our Own Dreams. Ha scritto ampie opere antropologiche sul Madagascar, un campo di studi su cui era incentrata anche la sua tesi di dottorato (The Disastrous Ordeal of 1987: Memory and Violence in Rural Madagascar).

### Debito. I primi 5000 anni
Nel 2011 ha pubblicato un'ampia monografia, dal titolo Debito. I primi 5000 anni (Debt: the First Five Thousand Years, Melville House). Si tratta di una trattazione della storia del debito considerata da un punto di vista antropologico e non economico, dal momento che il concetto di debito ha una rilevanza antropologica molto anteriore alla nascita di un'economia monetaria, precedendo, addirittura, la stessa invenzione della moneta.

### Burocrazia
Nel 2015 Graeber ha pubblicato The Utopia of Rules: On Technology, Stupidity, and the Secret Joys of Bureaucracy un saggio sulla pervasività delle intereferenze burocratiche nella vita delle società avanzate, che mostra come la privatizzazione di alcuni servizi in precedenza gestiti direttamente dallo Stato abbia contribuito alla espansione della burocratizzazione della società. L'iper-burocrazia, con la sua pretesa di disciplinare le relazioni umane, uccide la capacità di cooperazione spontanea, creando "zone morte dell'immaginazione" dove si installa la stupidità burocratica. Ed è proprio questa incapacità di capire le esigenze e i punti di vista delle persone concrete che porta all'inefficienza.

### Bullshit Jobs
Nel 2013 Graeber ha pubblicato sulla rivista Strike un articolo intitolato On the Phenomenon of Bullshit Jobs: A Work Rant. L'articolo ha avuto un'enorme notorietà, tanto che il sito che lo ospitava collassò varie volte sotto il peso dei milioni di contatti. Nell'articolo Graeber evidenziava come la società contemporanea abbia portato alla proliferazione di un grande numero di "lavori senza senso" o "lavori del cavolo" (bullshit jobs) e che questi lavori siano diffusi tanto nel settore pubblico che in quello privato.
Grazie all'enorme notorietà dell'articolo Graeber ha potuto raccogliere un grande numero di testimonianze via Internet e analizzando le storie raccolte con il metodo dell'antropologia ha pubblicato nel 2018 il volume Bullshit Jobs: A Theory, pubblicato anche in Italia da Garzanti.

### L'alba di tutto. Una nuova storia dell'umanità
Uscito postumo, scritto in collaborazione con l'archeologo David Wengrow, il saggio affronta la descrizione della preistoria con analisi inedite e suggestive, rifuggendo gli stereotipi alla Rousseau "del buon selvaggio" e alla Hobbes della "guerra di tutti contro tutti", nonché di uno sviluppo storico sociale di tipo lineare evoluzionista.

### Titoli disponibili in italiano
- Debito. I primi 5000 anni (trad. di Alberto Prunetti), il Saggiatore, 2012 ISBN 9788842817970.
- La rivoluzione che viene. Come ripartire dopo la fine del capitalismo, Manni Editori, 2012 ISBN 9788862664066.
- Critica della democrazia occidentale. Nuovi movimenti, crisi dello stato, democrazia diretta, Elèuthera, 2012 ISBN 9788896904138
- Frammenti di antropologia anarchica, Elèuthera, 2006
- Rivoluzione: istruzioni per l'uso, Rizzoli, Milano, 2012
- Oltre il potere e la burocrazia. L'immaginazione contro la violenza, l'ignoranza e la stupidità, Elèuthera, 2013 ISBN 978-8896904466.
- Progetto democrazia. Un'idea, una crisi, un movimento, il Saggiatore, 2014 ISBN 9788842819769.
- Bullshit Jobs, trad. Albertine Cerutti, Garzanti, 2018, ISBN 9788811672661
- L'utopia pirata di libertalia, Elèuthera, 2019
- Le origini della rovina attuale, e/o, 2022
- con David Wengrow, L'alba di tutto. Una nuova storia dell'umanità, trad. Roberta Zupper, Rizzoli, 2022, ISBN 978-88-1715-882-4.